# 阿爾珀謝利峰

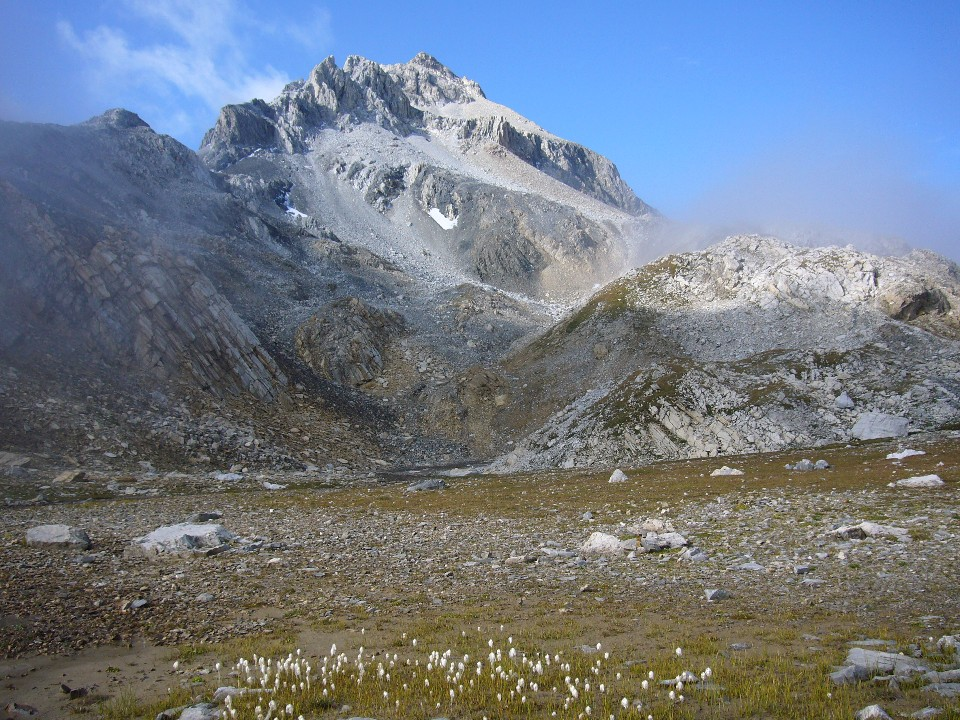

```
46°35′13″N
 
9°18′26″E

 / 

46.58694°N 9.30722°E

 / 
46.58694; 9.30722
```

阿爾珀謝利峰（Alperschällihorn），是瑞士的山峰，位於該國東南部，由格勞賓登州負責管轄，屬於勒蓬廷阿爾卑斯山脈的一部分，海拔高度3,039米，山體由石灰岩組成。

## 外部連結
- Alperschällihorn on Hikr （页面存档备份，存于）